# Fredrik Riben
Carl Fredrik Wilhelm Riben, född 13 maj 1868 på Lövsta, Håbo-Tibble, då i Uppsala län,  död 3 augusti 1950 i Uddevalla, var en svensk sjöofficer.

## Biografi
Han var son till kamrer Axel Riben och Rosa Malm. Kadett vid Kungliga Sjökrigsskolan 1883, underlöjtnant 1889, löjtnant 1891, kapten 1900, kommendörkapten av andra graden 1912 och första graden 1916, kommendör 1919, konteramiral 1923 och viceamiral 1930.
Fartygschef på HMS Fylgia 1915–1916 och HMS Sverige 1917–1918. Chef för Kungliga Sjökrigsskolan 1918–1921, chef för Sjöförsvarets kommandoexpedition 1921–1923, högste befälhavare för Kustflottan 1923–1925 och chef för Stockholms örlogsstation 1925–1933.
Ledamot av ständiga rådgivande militära kommissionen vid Nationernas Förbund 1922–1926 och sakkunnig vid Nationernas Förbunds nedrustningskonferens 1926–1930.
Hedersledamot i Kungliga Örlogsmannasällskapet 1923. Ordförande i Sjöofficerssällskapet i Stockholm 1925–1933, ordförande i Flottans män från 1935.
Han valdes till ordförande i Riddarhusdirektionen vid Adelsmötet 1941 efter överstekammarherre, greve Henning Wachtmeister som avlidit året innan. Riben är begravd på Sandsborgskyrkogården i Stockholm.

## Utmärkelser

### Svenska utmärkelser
- Kommendör med stora korset av Svärdsorden, 6 juni 1930.[6]
- Kommendör av första klassen av Svärdsorden, 6 juni 1923.[6]
- Kommendör av andra klassen av Svärdsorden, 6 juni 1922.[6]
- Riddare av Svärdsorden, 6 juni 1910.[6]
- Riddare av Nordstjärneorden, 6 juni 1920.[6]

### Utländska utmärkelser
- Riddare av Belgiska Leopoldsorden, 6 juli 1899.[6]
- Kommendör av första graden av Danska Dannebrogorden, 28 juli 1922.[6]
- Kommendör av andra graden av Danska Dannebrogorden, 19 juni 1919.[6]
- Riddare av Danska Dannebrogorden, 10 juli 1910.[6]
- Andra graden av Estniska Frihetskorset, 1925.[6]
- Tredje klassen av andra graden av Estniska Frihetskorset, 1925.[6]
- Storkorset av Finlands Vita Ros’ orden, juli 1924.[6]
- Storofficer av Franska Hederslegionen, 1922.[6]
- Kommendör av Franska Hederslegionen, 1922.[6]
- Riddare av Italienska Sankt Mauritius- och Lazarusorden, 1892.[6]
- Storkorset av Lettiska Tre Stjärnors orden, 1929.[6]
- Kommendör med svärd av Nederländska Oranien-Nassauorden, 1923.[6]
- Storkorset av Norska Sankt Olavsorden, senast 1940.[7]
- Storkorset av Polska Polonia Restituta, senast 1940.[7]
- Riddare av Portugisiska Säo Bento de Avizorden, 26 maj 1898.[6]
- Storkorset av Spanska Sjöförtjänstorden, 1928.[6]
- Femte klassen av Turkiska Meschidie-orden, januari 1891.[6]